# Aero Clube de Santa Catarina
Aero Clube de Santa Catarina är en flygplats i Brasilien. Den ligger i delstaten Santa Catarina, i den södra delen av landet, 1 300 km söder om huvudstaden Brasília. Aero Clube de Santa Catarina ligger 9 meter över havet.Trakten är tätbefolkad. Närmaste större samhälle är Florianópolis, 12,4 km öster om Aero Clube de Santa Catarina. 
Runt Aero Clube de Santa Catarina är det i huvudsak tätbebyggt.